# Bolesław IV. (Warschau)

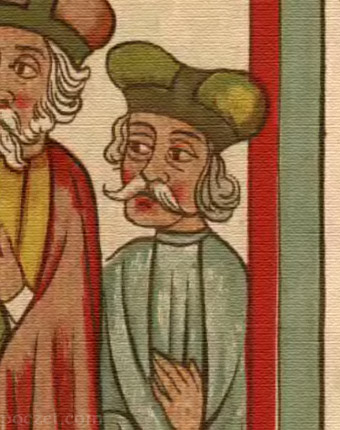
Zeitgenössische Abbildung

Bolesław IV. (poln. Bolesław IV. warszawski; * um 1421; † am 10. September 1454) war ein Herzog in Masowien. Er entstammte dem Adelsgeschlecht der masowischen Piasten. Er war ab 1429 Fürst von Warschau, Czersk, Nur, Łomża, Liw, Różan, Ciechanów, Wyszogród und Zakroczym, allerdings bis 1436 unter der Regentschaft seiner Mutter. Von 1440 bis 1444 war er auch de facto Fürst von Podlachien.

## Leben
Bolesław IV. war der jüngere Sohn von Prinz Bolesław Januszowic († 1425) und der litauischen Prinzessin Anna Fiodorówna. Sein Vater und sein älterer Bruder Konrad († 1427) verstarben vor dem Tod seines Großvaters Janusz I. Bereits 1428 ließ dieser den masowischen Adel den Lehenseid gegenüber seinem damals siebenjährigen Enkel ablegen. Nach dem Tod von Janusz I. 1429 übernahm zunächst seine Mutter für den minderjährigen Bolesław die Regierungsgeschäfte, bis dieser 1426 diese selbständig führte. Bereits 1430 legte er gegenüber dem polnischen König Władysław II. Jagiełło den Lehenseid ab. Er gehörte auch zu den Unterzeichnern des Friede von Brest aus dem Jahr 1435. Er mischte sich in die polnische Innenpolitik ein, wo er den Kardinal Zbigniew Oleśnicki in seinem Kampf gegen die Hussiten unterstützte. Er trat 1438 der Konföderation von Nowy Korczyn bei, stellte jedoch in der Schlacht bei Grotniki keine Truppen. Nach dem Tod von Sigismund Kęstutaitis mischte er sich auch in Litauen ein, wo er zunächst seinen Schwager Michael Žygimantaitis unterstützte. Als dieser aus Litauen fliehen musste, nahm er ihn bei sich in Warschau auf und besetzte 1440 das zuvor litauische Podlachien, das er erst 1446 räumte. Im selben Jahr wurde in Piotrków Trybunalski die Kandidatur Bolesławs für den polnischen Königsthron verkündet. 1447 zog er diese jedoch zurück und leistete dem neuen polnischen König Kasimir IV. Andreas in Krakau den Lehenseid. Gleichwohl erhob er 1453 nochmals erfolglos Ansprüche auf Podlachien und Drohiczyn. Bei der Zusammenkunft in Parczew musste er endgültig auf diese verzichten. In Masowien förderte er die Stadtgründungen nach deutschem Recht. Er war auch der erste, der deutsches Stadtrecht ins Polnische übersetzen ließ und die Sammlung im Codex Suled ab 1448 kodifizierte. Er starb 1454 in Opinogóra Górna und wurde neben seinen Ahnen in der Warschauer Johanneskathedrale beigesetzt.

## Ehe und Familie
Bolesław war mit Barbara Aleksandrówna, der Tochter des Kiewer Fürsten Alexander Włodzimierzowic, verheiratet. Mit ihr hatte er zehn Kinder. Das Erwachsenenalter erreichten die Söhne Konrad III., Kazimierz III., Janusz II. und Bolesław V. sowie die Tochter Anna von Masowien, die Ehefrau von Przemislaus II. Bolesław wurde in der Warschauer Johanneskathedrale beigesetzt.